# Джйотіша

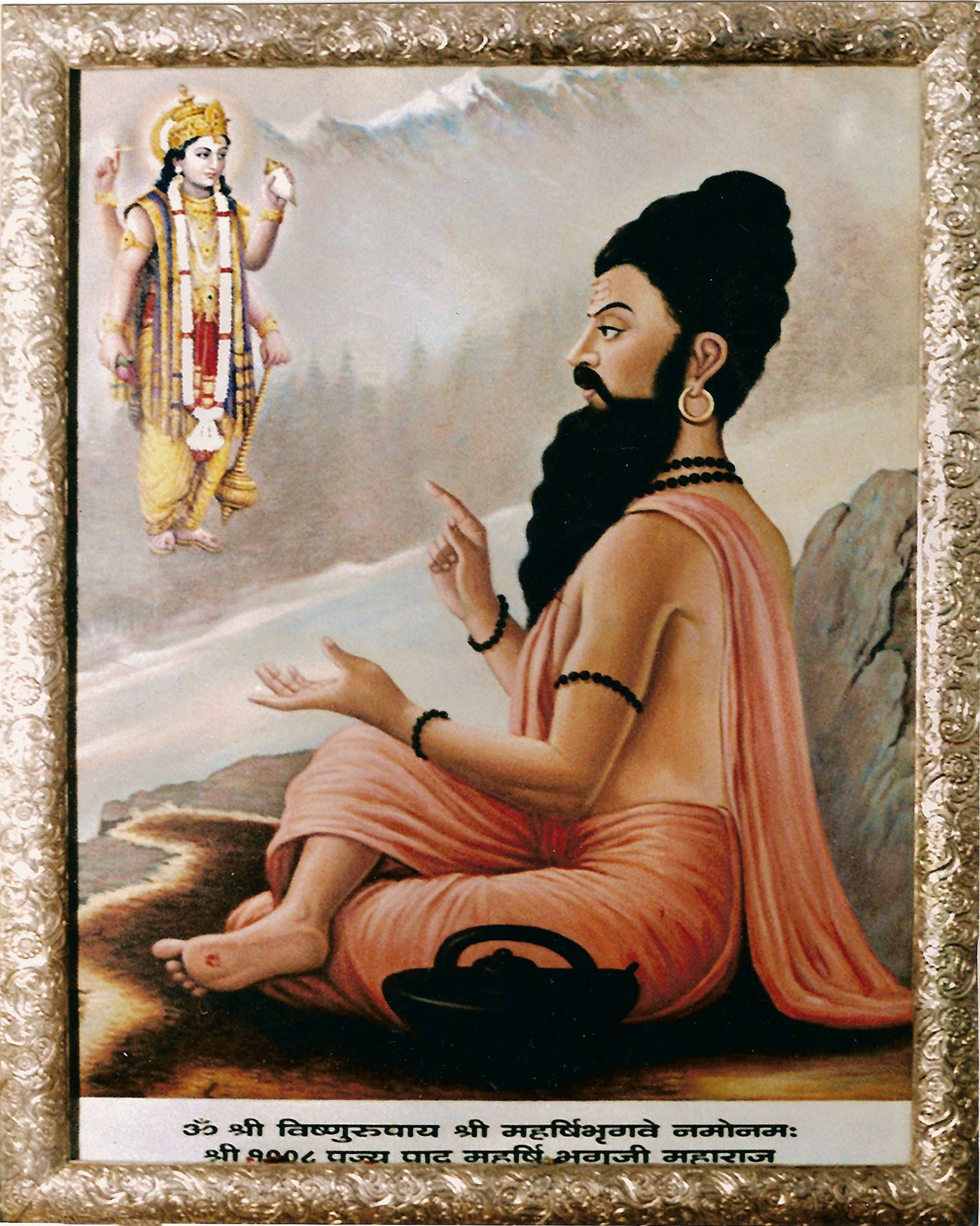
Бгріґу Муні

Джйотіш (санскр. ज्योतिष, Jyotiṣa, від jyótis — «світло божественного знання», isha — «Господь») — вчення всевідання, яку передали людям ріші — провидці; стародавня концепція, що пояснює вплив природних чинників на людину та її тіло, на групи людей і в цілому на Землю.. Один із розділів джйотіш — «хора» в європейських мовах умовно називають ведична або індуська астрологія, оскільки вона невіддільно пов'язана із духовними вченнями індуїзму. Але тут слід зазначити що джйотіш була відома задовго до формування сучасної Індії і охоплює і астрономію, і космологію, і багато інших знань. Зокрема, Котамраджу Нараяна Рао висловлює думку, що джйотіш не слід називати «ведичною», бо крім Вед відомості по джйотіш також є у Смріті, Пуранах і Тантрах. Але d Європі і Америці, усі дгармічні тексти називають ведичними, оскільки Веди є першими і найдавнішими, і найчастіше використовують саме назву «ведична». Серед знавців дйжотіш найбільше застереження висловлюється стосовно використання терміна «астрологія», яка має неоднозначний статус у західному (біблейському) світі, і критикується як сучасними науковцями-матеріалістами так і багатьма церковниками. Крім того найбільш просунуті і таємні техніки ведичної науки всезнання і провидіння не потребують побудови астрологічних карт.

## Походження
Джйотіш є однією з шести Веданґ, друга за важливістю після Кальпи (духовних законів) і невіддільною від дгарми. Вона широко використовувалася представниками ведичної цивілізації для передбачення майбутнього і вивчення минулого. Один із найдавніших текстів по астрономії, які збереглись — «Веданга — Джйотіш», існує в таких варіантах Арка-Джйотіш (Ріг-Веданга Джйотіш), Яджуса-Джйотіш (Яджур-Веданга Джйотіш), Атхарвана-Джйотіш.
Джйотіш — один із різновидів садгани (духовної практики), метод осягнення Джьотір Відьї («Знання Світла») і, в кінцевому рахунку, універсальної Реальності за допомогою наваґраг. Важливою частиною цієї садгани є планетарний міф. Походження терміна пов'язане з поняттям «брагмаджйоті» в священних ведичних текстах, де іде мова про Верховну Особу.
«За допомогою Своєї незбагненної енергії Він поширює Себе у формі Параматма, що перебуває в серці кожного, а поширюючи сяйво Своєю особистості, Він розширює Себе у вигляді сліпучого сяйва брагмаджйоті» (Шрімад-Бгаґаватам 1.9.42).
Відомі імена Вішну — Джьотірадітья — Сяючий, як Сонце (Адітья); Джьотірганешвара — господь всіх світил;
Зв'язок між Ведою і Тантрою, полягає в акцентах, які робляться, відповідно, в ведах на Джьотірмая Пуруші (Суті, або Особистості, витканої зі світла), а в тантрах — на Шактімая Деві (Богині, створеною з енергії). Тим не менш, світло і енергія, як свідомість і сила, по суті, єдині. Світлоносний Пуруша невіддільний від своєї енергії, або Шакті, а значить, і обидві традиції невіддільні одне від одного. Тантрична йога також націлена на реалізацію Атмана і Брахмана, визначених як світло і енергія свідомості — чід-джьоті і чіт-шакті.

## Засновники
Біля витоків джйотіш стояли 18 ріші — Провидців, які сприйняли джйотіш як об'єктивну реальність Всесвіту. Це — Нарада, Ґарга, В'ясадева, Парашара, Васішта, Сур'я, Пітамага, Атрі, Каш'япа, Марічі, Ману, Ангіра, Ломаш, Пауліша, Явана, Ч'явана, Бгріґу, Шаунака. Серед родоначальників джйотіш у першу чергу слід згадати Бгріґу, про якого Шрі Крішна сказав: «Серед великих мудреців Я — Бгріґу» (Бгаґавад-Ґіта, глава 10, текст 25).
Покровителем пізнання джйотіш є Ганеша, а показує різні космічні світи як провідник Картикея. Тексти трактатів складались у вигляді віршів на санскриті в стислій формі, малозрозумілій для непосвячених. Передавались усно від джйотіш-гуру (вчителя) до учня в середовищі ведичного жрецтва і не підлягали широкому розголосу. Багато з них не дійшли до нас, оскільки існували ще до винайдення письма, а пізніше записувались на пальмових листах. Жерці — брахмани, як правило, крім власне астрології знали ритуали яджня, мантри (Гаятрі-мантра) і янтри для гармонізації буття, методи лікування за допомогою каменів і металів (елементи Аюрведи), нумерологію (санкхья-шастра), передбачення по частинам тіла (самудрика-шастра), по знаменням (німітта), архітектуру (Васту-шастра). Знавця методів передбачення називають джйотіші або більш загально пандит.

## Розділи і напрямки
Джйотіш складається з трьох розділів (сканд) і шести підрозділів (анг):
- 1. Хора — Передбачувальна астрологія. Прогноз подій у житті людини.
  - Джатака (астрологія народження) — аналіз карти, періодів планет тощо
  - Німітта — аналіз прикмет і ознак
  - Прашна — аналіз Прашна-кундалі (карти питання)
  - Мугурта — вибір сприятливого часу для започаткування
- 2. Самхіта — Всесвітня астрологія. Прогноз подій для світу, країни тощо
- 3. Ґаніта — Астрономічні і математичні розрахунки
  - Ґола — сферична астрономія, будова Сонячної системи і Всесвіту
  - Ґаніта — математичні розрахунки

П'ять головних шкіл, або напрямів Джйотіш:
- Наді-Джйотіш
- Парашара-Джйотіш
- Джайміні-Джйотіш
- Таджика-Джйотіш
- Тантра-Джйотіш

Кожна школа відрізняється від інших тим, що вона свого часу була заснована одним з авторитетних Ріші (вчених) і в ній використовується його особливий підхід і технології Джйотіш. Самим таємним з усіх напрямків є Тантра-Джйотіш, тому що в ньому практично не залишилося писань, які викладають методологію даного підходу, а передача знань в основному здійснюється в усній формі від вчителя до учня. Тантра-Джйотіш вимагає глибокого залучення в тотальне проживання отриманих знань і сильно трансформує людину, яка практикує.
Трактат «Прашна Марга» поділяє джйотіш на 6 гілок —
- Ґола (астрономія спостереження),
- Ґаніта — розрахунки, (Сіддганта) — традиційна індійська астрономія
- Прашна — хорарна астрологія, яка займається аналізом гороскопа, побудованого на момент виникнення питання,
- Мугурта — астрологія вибору.
- Джатака — астрологія народження[ru], або Хора — інтерпретація гороскопів, основні методи — Парашара, Джайміні, Таданака.
- Самхіта, або Медіні Джйотіша (Мунданна астрологія) — передбачення важливих подій в країні на основі аналізу астрологічної динаміки її гороскопа, а також такі події, як війна, землетрус, політичні зміни, фінансові показники, в тому числі передбачення погоди (астрометеорологія[ru]) Останні дві є частиною передбачувальної астрології (Пхаліта).

## Основні джерела
Тексти на тему джйотіш на класичному санскриті (приблизно 3-го по 9-й століття н. е.) називають Джйоті-шастра.
Такі класичні тексти слід відрізняти від сучасних робіт.
Термін джйотіша як одна з Веданг (шести допоміжних дисциплін ведичної релігії) є в «Мундака-упанішаді» і можливо, датується часами Маур'їв. «Веданґа Джйотіш» була записана Лаґадгою близько 400 р. до н. е. і включала правила слідкування за рухом Сонця і Місяця. Позиції сонцестояння і рівнодення в «Веданга Джйотіш», сонце дуже близько до Кріттіка у весняне рівнодення буде відповідати близько 1370 р. до н. е., хоча текст у його нинішньому вигляді від більш пізнього часу.
Тут спільно з месопотамськими текстами, стверджується 3:2 співвідношення між тривалістю дня в найдовший і найкоротший дні в році. Це відповідає широті близько 35 градусів.
Збірник астрологічних знамень на санскриті, що збереглись — «Гарга-самхіта» датується 1 ст. нашої ери. Астрологія знамень мала подальший розвиток у працях «Пайматаха-сіддганта» Вішнудхармоттарапурани (5 ст.), «Бригат-самхіта» Варахаміхіри (6 ст.) та ін. Опис 9 планет наваґрага, сім з яких використовують в назвах днів тижня, датуються виходом Яванаджатака (150 р. н. е.) і містив переклади грецьких текстів з Александрії, опублікованих в 120 р. н. е.
| День     | Неділя Сур'я (Сонце) | Понеділок Сома (Місяць) | Вівторок Мангала (Марс) | Середа Будха (Меркурій) | Четвер Бріхаспаті (Юпітер) | П'ятниця Шукра (Венера) | Субота Шані (Сатурн) |
| -------- | -------------------- | ----------------------- | ----------------------- | ----------------------- | -------------------------- | ----------------------- | -------------------- |
| Санскрит | भानुवासरम् Бгаану        | इन्दुवासरम् Інду            | भौमवासरम् Бгаума           | सौम्यवासरम् Саумья          | गुरूवासरम Ґуру                | भृगुवासरम् Бгрґу            | स्थिरवासरम् Сфіра        |
| Гінді    | रविवार Равівар         | सोमवार Сомавар            | मंगलवार Мангалавар        | बुधवार Будгавар           | गुरूवार Ґурувар               | शुक्रवार Шукравар          | शनिवार Шанівар         |

 «Яванаджатака» («Вислови Явани») або «Яванесвара хора» — вірш Спуджидхваджі є перекладом втраченого грецького трактату ріші Яванесвари, який міг походити із Еллади.. В ті давні часи йшов вільний обмін астрологічними знаннями між Грецією та Індією. Подібність між індуськими і грецькими астрологічними термінами (напр. Лейя — Лев, Каупрі — Скорпіон) і методами очевидна, щоб бути випадковою.
Відомий вчений Колбрук писав, що «індуси були тут учителями, але не учнями». В Індії ж до грецьких вчених ставились з не меншою повагою, ніж до індійських мудреців.
У V ст. н. е. почався класичний період індійської астрономії. Крім теорій Ар'ябгати (476—550), викладених в «Арьябхатії» і втраченій «Арья-сіддханті», існує «Панча-сіддхантика» Вараха Міхіри (505—587), «Брагма-спхута-сіддганта» Брамагупти (598—660), Бхрігу-самхіта, .
«Дгрува-Наді» — опис астрології Наді, створеної Сатьяхарою, систему, в якій візерунки долі зв'язані з Наді-амса, сектори Зодіаку величиною дуги в 12 мінут.
Основні тексти — «Саравалі» (800 р.) і «Бріхат-парашара-хора-шастра». «Хора-шастра» має 71 главу. Перша частина (глави 1-51) датується VII ст. і поч. VIII ст., а друга (глави 52-71) — кінцем VIII ст..
«Джйотіш — це Світло свідомості, який дає Знання минулого, сьогодення і майбутнього. Він знаходиться у свідомості кожної істоти поза простором і часом, що дозволяє йому створювати і описувати Сили Світобудови, що містять у собі „Простір“ і „Час“. Джйотіш — це не історія людей, а історія Богів — Вищих Сил Світобудови, які написали велику книгу — Всесвіт.
Веда (Знання) — щось єдине, живе і цілісне, що є скрізь і структурує все суще. Але є різні терміни, якими позначалися ті чи інші універсальні Сили, Закони або принципи світобудови. Ведична астрологія також описує єдине Знання в термінах Ґраг (планет), Раші (Знаків Зодіаку), Бгав (Домів). Навіть самі ці терміни не мають історії, оскільки вони у вигляді мантри завжди звучать на більш-менш проявлених рівнях світобудови і можуть бути почуті в будь-який час тим, хто відкритий їм.»

## Основні поняття
Основа Джйотішу — це поняття Бандгу (Bandhu), описане в Ведах, що означає зв'язок між мікрокосмом та макрокосмом. На практиці Джйотіша базується на Ніраяна (Nirayana — сидеричному) зодіаку), на відміну від Саяна (Sayana — тропічного) західної астрології, і приймає за початок зодіаку нерухому зірку Реваті — ζ Дзета Риб. У Джйотіш існує корекція у зв'язку прецесією точки весняного рівнодення — айанамша. У 285 році, коли існувала нульова прецесія, не було різниці між сидеричним і тропічним зодіаком, але у 2011 році вона, наприклад, досягла 24 градуси. У Джйотішу існує своя проблема — сперечання між різними астрологами, чия Айанамша точніша. Зараз офіційно заведено використовувати Айанамшу Лахірі та сидеричну довготу планет визначають як тропічна довгота мінус Аянамша λsid = λ — AL (Екліптична система координат).
Джйотіш включає кілька підсистем інтерпретації та передбачення з деякими елементами, яких нема в західній астрології. Зокрема — 27 (накшатр) — місячних стоянок чи сузір'їв, тіньові планети, також даша — шестирівнева система життєвих періодів. Також важливі 12 домівок (Бхава), 9 Нава-Граха (небесних тіл) — Місяць (Чандра), Сонце (Сур'я), 5 планет видимих неозброєним оком Мангала, Будха, Бріхаспаті, Шукра, Шані, 2 місячних вузли Рагу і Кету, йоги (Yoga) — комбінації Грах. Транссатурнові планети не враховуються. Найважливіші показники карт — Джанма-Раші (зодіакальний знак Місяця), також асцендент — Лагна (знак на сході або точка на сході), Сонце не має особливого значення на відміну від європейської та авестійської астрології.
Основними методами ведичної науки передбачення є:
1. Анга («частина тіла») — пояснює значення тіла від маківки голови до п'ят,
2. Сванпа (сни),
3. Свара (звук) — звуки які видають звірі та птахи,
4. Бхомі (позиція) — поведінка людини, як вона сидить, говорить тощо,
5. Вянджана (відмітки на тілі) знаки отримані при народженні напр. родимки.
6. Лакшана (ознаки) — моргання вій, почісування рук,
7. Утпата (явища) — землетруси, вулкани,
8. Антрікша (небо) — поява комет, обертання планет, Місяця.

## Застосування джйотіш
Астрологія має важливе значення в житті індусів. В Індії новонародженим дають ім'я на основі гороскопа. Поняття та ідеї джйотіш глибоко проникли в систему календарів і свят, які відмічаються переважно за місячним календарем, за винятком двох точок сонячної інгресії (Сур'я-санкранті) — 0 град. Козерога і Овна природно за сидеричним зодіаком. Наявність цих свят у слов'ян — 14 січня (свято Козерога з обов'язковим водінням кози по селу), і весняного нового року 14 квітня підтверджують давність джйотіш. Головне літнє свято — Купала у слов'ян зафіксоване за сонячним календарем 24 червня, а в Індії (різдво Ґопала Крішни) відмічається за місячним календарем (дата змінюється).
Відомості про появу Шрі Крішни можна знайти в наступних джерелах: Бхаґавата-Пурана, Вішну-Пурана, Харівамша. Остання повідомляє, що Крішна був народжений 8 місячного дня темної половини місяця Шравана, сузір'я Рохіні, опівночі. З перших двох джерел дізнаємось, що це був Шрімукха, 7 рік 60-річного циклу (3227 р. до н. е. в календарі з нульовим роком).
Приклад запису натальної карти.
- Дата григоріан. 24 june -3227
- Дата юліан. 20 july, -3227
- Час 0:14, Часова зона + 5:30 схід GMT, UT 23 june, 18:44,
- Місце — 77Е41'00", 27N30'00" Матхура
- Місячна дата аманта (молодик) — рік/місяць/доба-тітхі Шрімукха/Шравана/Крішна-аштамі 7/5/8К, управитель Рагу, до кінця тітхі 51 %.
- Накшатра Рогіні правитель Чандра, до кінця 38 %
- Аянамша 311°41'04", День тижня субота. схід-захід Сонця 5:20-19:07
- Сидеричні координати
  - Лагна 18Ta07 Рогіні 3 пада (чверть)
  - Сур'я 18Leo09 Пурвапхалгуні 2 (тропічні 0Cancer0)
  - Чандра 16Ta05 Рогіні 2

Методи оцінки давності джйотіш — обчислення центру Сонця і кута кривизни екліптики, ці дані могли бути одержані 4500 р. до н. е.
Опис найдавнішого затемнення — у Ріг-Веді, сонячне затемнення, яке спостерігав Атрі, один із сапта-ріші 18 грудня 3928 до н. е. (григоріан. дата). Тайттірія Брахман [3.1.2] згадує, що на світанку на сході піднімається Пурвабхадрапад Накшатра, що є найбільш раннім з астрономічних положень описаних у Ведах, і було близько 10 000 р. до н. е.! Тайттірія Самхіта 6.5.3 Плеяди в день зимового сонцестояння в 8500 р. до н. е. Ріг Веди вірші (наприклад, 1.117.22, 1.116.12, 1.84.13.5) говорять, що зимове сонцестояння починається в Овні, тобто зазначенням дати 6500 р. до н. е.
Відповідно до Вальмики Рамаяна, де вказано певні положення планет, аватар Рама народився не пізніше 5115 р. до н. е. (а можливо навіть в попередню епоху Третаюга). З чого витікає, що джйотіш була відома вже у 52 ст. до н. е.
В індуїзмі джйотіш — це частина релігії, філософії (Учення) і медицини. В Аюрведі і тибетській медицині астрологія використовується на рівних з іншими методами діагностики хворого. У кожному індуїстському храмі є допоміжний вівтар дев'яти Ґраг («планет») — Наваґрага, оскільки вони розглядаються як основні помічники Верховного Бога, безпосередньо виконують Його волю. Цей вівтар розташовується зазвичай найближче до входу, і перед відвідуванням основного вівтаря Індуїст, який відвідує храм, обходить цей вівтар навколо кілька разів, тримаючи в руках світильник з вогнем, що символізує очищення від карми в ході різних кіл перевтілень. Часто навколо цього вівтаря можна бачити орнамент зі знаками зодіаку, що натякає на подорожі душі по зодіакальному колу (Сансару).
У тантричних школах використовують амулети і захисні заговори (кавача-мантра), які асоціюють із планетами, які вважаються проявленими енергетичними формами, що перебувають в тісній взаємодії із конкретними божествами. У «Кірана-тантрі» є вказівки для жертвопринесення 9 планетам. До божеств звертаються для захисту певних частин тіла, ця практика описана у «Варада-тантрі». «Садгу-самкаліні-тантра» згадує про кавача на кожен день тижня. Існує течія у смартизмі, яку називають саурйа — поклоніння богу Сонця Сур'ї. Однією із найважливіших в Індії вважається гаятрі-мантра, яка звертається до Савітара, солярного божества.
Джйотіш використовується при прийнятті рішення про шлюб, відкритті бізнесу, переїзді в нове житло. Знання джйотіш також використані для відліку часу, розмітки карт неба і землі. А саме сакральні числа — 12 (час обертання Юпітера навколо Сонця в роках), 30 (час обертання Сатурна) — доба ділиться на 30 мугурт, 60 (спільне кратне для 12 і 30) — відлік часу циклами по 60 хвилин, секунд, років, 30 * 12 = 360 (градусів кола), 7 (видимих небесних тіл — днів тижня), 9 * 3 = 27 днів сидеричного місяця — накшатр (казкові тридев'ять земель), кожна накшатра має 4 четверті — 27 * 4 = 108 (стандартна кількість повторень мантр).
Найбільш поширені стилі гороскопа — північний, південний, східний.
Астрологія зберігає свою позицію серед традиційних наук в Індії. Публікуються астрологічні альманахи Панчанґа для вибору Мугурти. Після постанови Вищого Суду штату Андгра-Прадеш (2001) деякі індійські університети дають вчені ступені по астрології (jyotir vijñāna IAST), напр.. У 1984 Б. В. Раман заснував у м. Ченнай спілку астрологів ICAS «Indian Council Of Astrological Sciences» (Індійська Рада Астрологічних Наук), на Заході існує аналогічна їй CVA (Council of Vedic astrology).

## Вплив на інші астрологічні традиції
Від джйотіш походить тибетсько-буддійська астрологія, важливим джерелом якої є Калачакра-тантра  [Архівовано 1 лютого 2012 у Wayback Machine.].
Поява білої астрології (або астрології зірок) Карці пов'язане з перекладом з санскриту на тибетську мову Калачакра-тантри в 1027 році. У той рік, так званий рік вогняного зайця, 60-річний астрологічний цикл рабджунг був покладений в основу тибетського календаря. 
Один із розділів білої астрології, Янчар (Вайлі: dbyang char — «прояв через голосні звуки»), сформувався під впливом Шива-свародая-тантри  [Архівовано 9 травня 2013 у Wayback Machine.] і Калачакра-тантри.  Ця система також схожа з західною астрологією. У ній використовуються великі астрономічні обчислення, розглядаються п'ять планет, Сонце, Місяць, обидва місячних вузли (Рагу і Кету), а також застосовується нумерологія.
Велику подібність до джйотіш має також бірманська астрологія (Бірманський зодіак).
Система місячних домів також перейшла в арабську астрологію, потім від арабів вона потрапила до Іспанії (близько 1256 р.) і поширилася в Європі. Опис їх знаходимо в трактаті з астромагії «Мета мудреця» — («Пікатрікс»). Тут накшатру називають палац. Однак як видно було втрачено розуміння, що накшатра повинна відповідати дню сидеричного місяця (27,3 дня) і зодіак був поділений на 28 рівних частин по 12,86 градуси.
Також істотний вплив джйотіш справила на астрологію Ірану епохи Сасанідів.

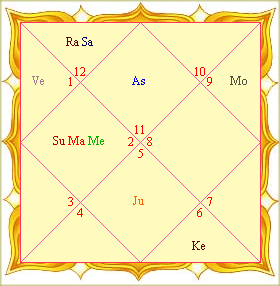
Північноіндійський гороскоп

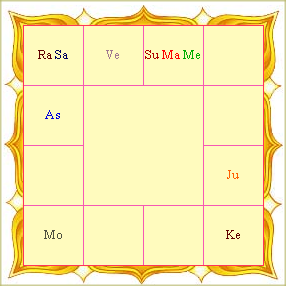
Південноіндійський гороскоп

## Навчальні центри
- Програми та умови навчання у школі Тантра-Джйотішу «Ведаврат» (рос.)
- Програми та умови навчання у школі Тантра-Джйотішу «Ведаврат» (укр.)
- Шрі Джаганатх Центр [Архівовано 7 листопада 2011 у Wayback Machine.]
- Астровед [Архівовано 1 січня 2015 у Wayback Machine.]
- АМАМ [Архівовано 11 серпня 2013 у Wayback Machine.]
- Школа Ведика [Архівовано 18 січня 2015 у Wayback Machine.]
- Школа Індубали [Архівовано 18 січня 2015 у Wayback Machine.]
- Школа ведичної астрології Рамі [Архівовано 18 січня 2015 у Wayback Machine.]
- Бгаратья Від'я Бгаван  [Архівовано 18 січня 2015 у Wayback Machine.]